# Tetyana Horb
Tetyana Viktorivna Horb, en ukrainien : Тетяна Вікторівна Горб et parfois retranscrit du russe en Tatiana Gorb, née le 18 janvier 1965 à Tcherkassy (RSS d'Ukraine), est une handballeuse internationale soviétique de nationalité ukrainienne puis allemande. En 1991, elle migre en Allemagne où elle joue et entraîne différents clubs.

## Palmarès

### En équipe nationale
Compétitions senior
- Médaille d'or aux Goodwill Games de 1986,  Pays-Bas
- Médaille de bronze aux Jeux olympiques de 1988 à Séoul,  Corée du Sud
- Médaille de bronze aux Jeux olympiques de 1992 à Barcelone,  Espagne

Compétitions junior
- Médaille d'or au Championnat du monde junior 1981 (en)
- Médaille d'or au Championnat du monde junior 1983
- Médaille d'or au Championnat du monde junior 1985 (en)

### En club
Compétitions internationales
- Coupe des clubs champions (C1)
  - Vainqueur  (5) : 1983[2], 1985[3], 1986, 1987, 1988
  - Finaliste (1) : 1989
  - Demi-finaliste (1) : 1982[4]

Compétitions nationales
- Championnat d'Union soviétique
  - Vainqueur (6) : 1983, 1984, 1985, 1986, 1987, 1988[5]
  - Deuxième (2) : 1990 et 1991